# Nils Olav Fjeldheim
Nils Olav Fjeldheim (* 18. April 1977 in Tysværvåg) ist ein ehemaliger norwegischer Kanute.

## Erfolge
Nils Olav Fjeldheim trat bei den Olympischen Spielen 2000 in Sydney mit Eirik Verås Larsen im Zweier-Kajak über 500 Meter und 1000 Meter an. Sie erreichten nur auf der längeren Strecke das Finale, während sie auf der 500-Meter-Strecke im Halbfinale ausschieden. Über 1000 Meter belegten sie den neunten und letzten Platz. Vier Jahre darauf gehörten Fjeldheim und Larsen in Athen nochmals zum norwegischen Aufgebot, traten diesmal aber nur über 1000 Meter an. Als Erste ihres Vorlaufs zogen sie ins Finale ein, in dem sie nach 3:19,528 Minuten als Dritte die Ziellinie überquerten. Lediglich die siegreichen Schweden Markus Oscarsson und Henrik Nilsson sowie Antonio Rossi und Beniamino Bonomi aus Italien waren schneller gewesen.
Weitere Erfolge feierte Fjeldheim auch bei Weltmeisterschaften. 1998 gewann er in Szeged zunächst Bronze mit dem Vierer-Kajak, ehe er mit Eirik Verås Larsen im Zweier-Kajak 2001 in Posen Weltmeister und 2002 in Sevilla Vizeweltmeister wurde. Parallel starteten Fjeldheim und Larsen auch im Kanumarathon. In dieser Disziplin gelang ihnen sowohl 2001 in Stockton-on-Tees als auch 2002 in Zamora der Titelgewinn. Auf kontinentaler Ebene sicherte sich Fjeldheim mit Andreas Gjersøe im Zweier-Kajak bei den Europameisterschaften 1999 in Zagreb die Silbermedaille. Auf der 1000-Meter-Strecke folgten mit Eirik Verås Larsen Titelgewinne bei den Europameisterschaften 2000 in Posen, 2001 in Mailand und 2004 nochmals in Posen. Zudem gewannen sie 2002 in Szeged Bronze.